# 邵镜三
邵镜三（1902年—1958年），中华基督会总干事，1950年代控诉运动中南京教会最活跃的人物之一。曾任中国基督教三自爱国运动委员会第一届常务委员。

## 生平
邵镜三为留美博士，回国后任中华基督会总干事（驻南京）、金陵神学院董事长。1948年8月1日，主领小红山凯歌堂落成礼拜。
1950年7月28日，邵镜三与吴耀宗等40名基督教人士聯名發表《中國基督教在新中國建設中努力的途徑》公开信，即三自宣言。
1951年4月16日至21日，邵镜三参加政务院文化教育委员会宗教事务处在北京举行的“处理接受美国津贴的基督教团体会议”，站起来控诉美国传教士、中华基督教会全国总会乡村教会事工委员会干事毕范宇（Frank W. Price）。
1951年6月5至7日，南京市召开基督教会团体代表控诉帝国主义分子、反革命败类大会，邵镜三在会上控诉美国基督会传教士、自己的老师和前辈同工贝德士。
1951年8月，南京市基督教三自革新运动促进会成立，邵镜三当选为副主席。1954年中国基督教三自爱国运动委员会成立，邵镜三当选为常务委员。